# Niall Andrews
Niall Andrews (irisch Niall Mac Aindriú, * 19. August 1937 in Dublin; † 16. Oktober 2006 in Dublin) war ein irischer Politiker der Fianna Fáil und Mitglied des Europäischen Parlaments (MdEP).

## Biografie
Andrews, der seine Schulausbildung an der Synge Street Christian Brothers School und am Presentation College in Dublin absolvierte, begann seine politische Laufbahn 1977 mit der Wahl zum Abgeordneten (Teachta Dála) des Unterhauses (Dáil Éireann) des Parlaments (Oireachtas), wo er zunächst die Interessen des Wahlkreises South County Dublin und dann bis 1987 von Dublin South vertrat. Als solcher war er vom 28. Oktober bis zum 14. Dezember 1982 Staatsminister im Umweltministerium im Kabinett von Charles J. Haughey.
Zwischen 1981 und 1984 vertrat er die Interessen Irlands in der Parlamentarischen Versammlung des Europarates, ehe er 1984 zum Mitglied des Europäischen Parlaments (MdEP) gewählt wurde. 1987 verzichtete er daher auf eine weitere Kandidatur für das Unterhaus. Im Europaparlament gehörte er der Fraktion Union für ein Europa der Nationen an. 2004 schied er dann nach zwanzigjähriger Tätigkeit als Mitglied aus dem Europaparlament aus.
Andrews stammte aus einer stark republikanisch geprägten Familie. Sein Vater Christopher „Todd“ Andrews war nicht nur Teilnehmer im Irischen Unabhängigkeitskrieg und Irischen Bürgerkrieg, sondern auch 1926 Gründungsmitglied der Fianna Fáil und später Intendant von Radio Telefís Éireann. Seine Mutter Mary Coyle war führendes Mitglied der militanten Frauenorganisation Cumann na mBan. Sein ein Jahr älterer Bruder David Andrews war ebenfalls Abgeordneter und mehrfach Minister. Außerdem waren sein Sohn Chris Andrews sowie sein Neffe Barry Andrews ebenfalls Abgeordnete des Unterhauses.